# صالون (باريس)

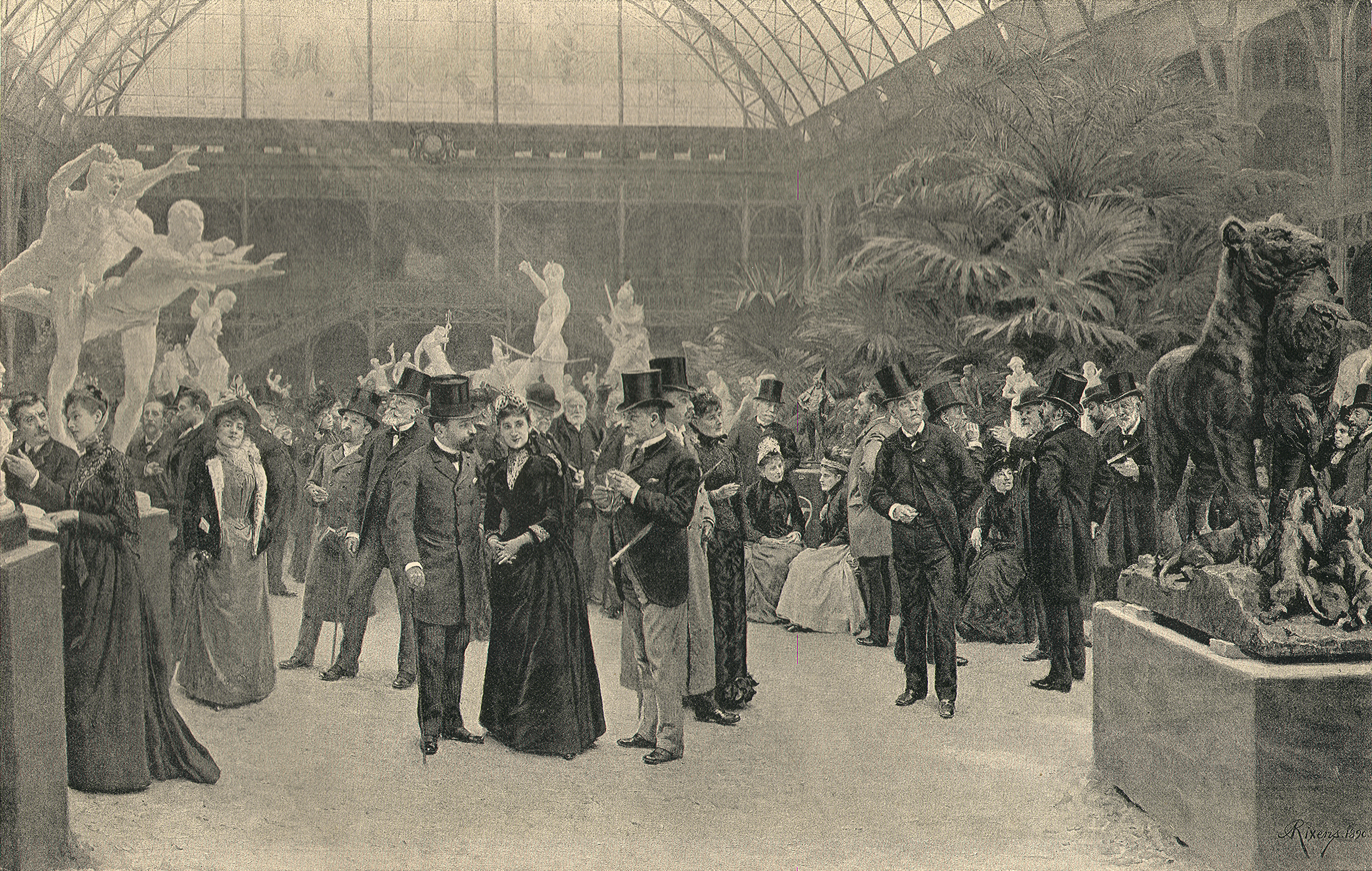
صالون (باريس) في عام 1890

صالون (بالفرنسية: Salon)، أو صالون باريس (بالفرنسية: Salon de Paris) هو صالون فني للوحات الفنية، ظهر عام 1667  كان معرضًا فنيًّا رسميًّ تابعًا لأكاديميه الفنون الجميلة في باريس. بين عامي 1748 و1890، كان الصالون أعظم حدث فني يقام كل سنة أو سنتين في العالم الغربي. في عام 1761 كان يوجد في الصالون ثلاثة وثلاثين رسامًا، وتسعة نحاتين، وأحد عشر نقاشاً ساهموا جميعًا فيه من عام 1881 إلى ما بعد هذا التاريخ، ولقد تمت إدارة الصالون من قبل شركة سوسيتيه دي للفنانين الفرنسيين.

## معرض صور

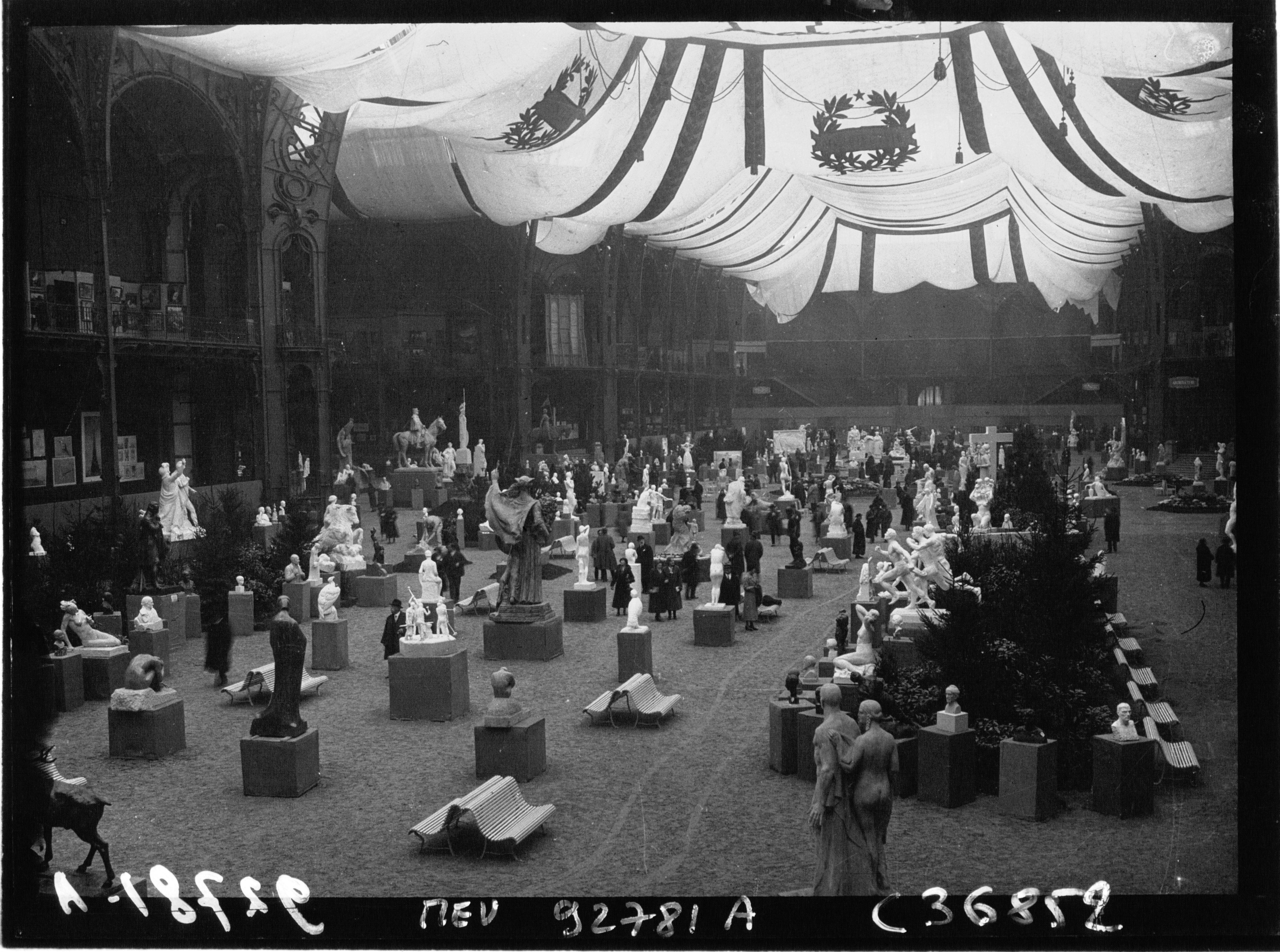
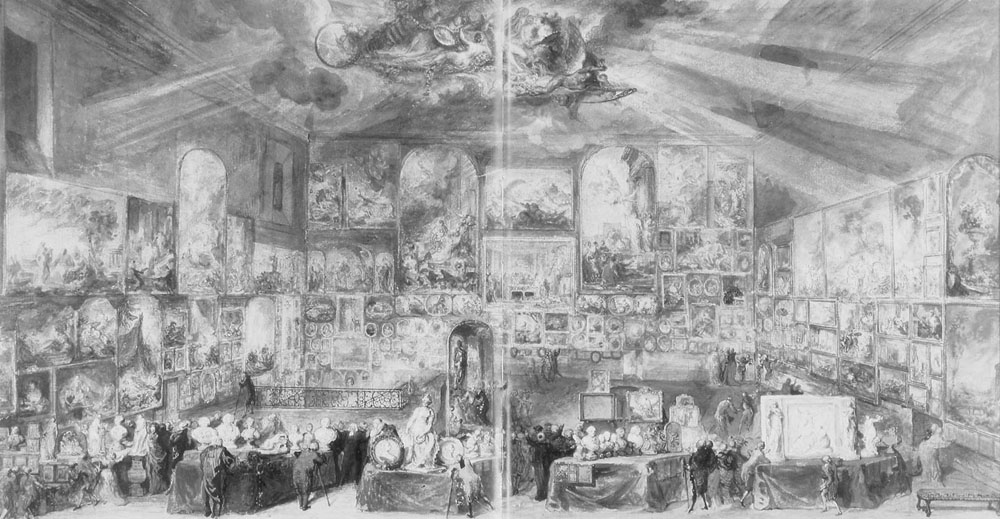
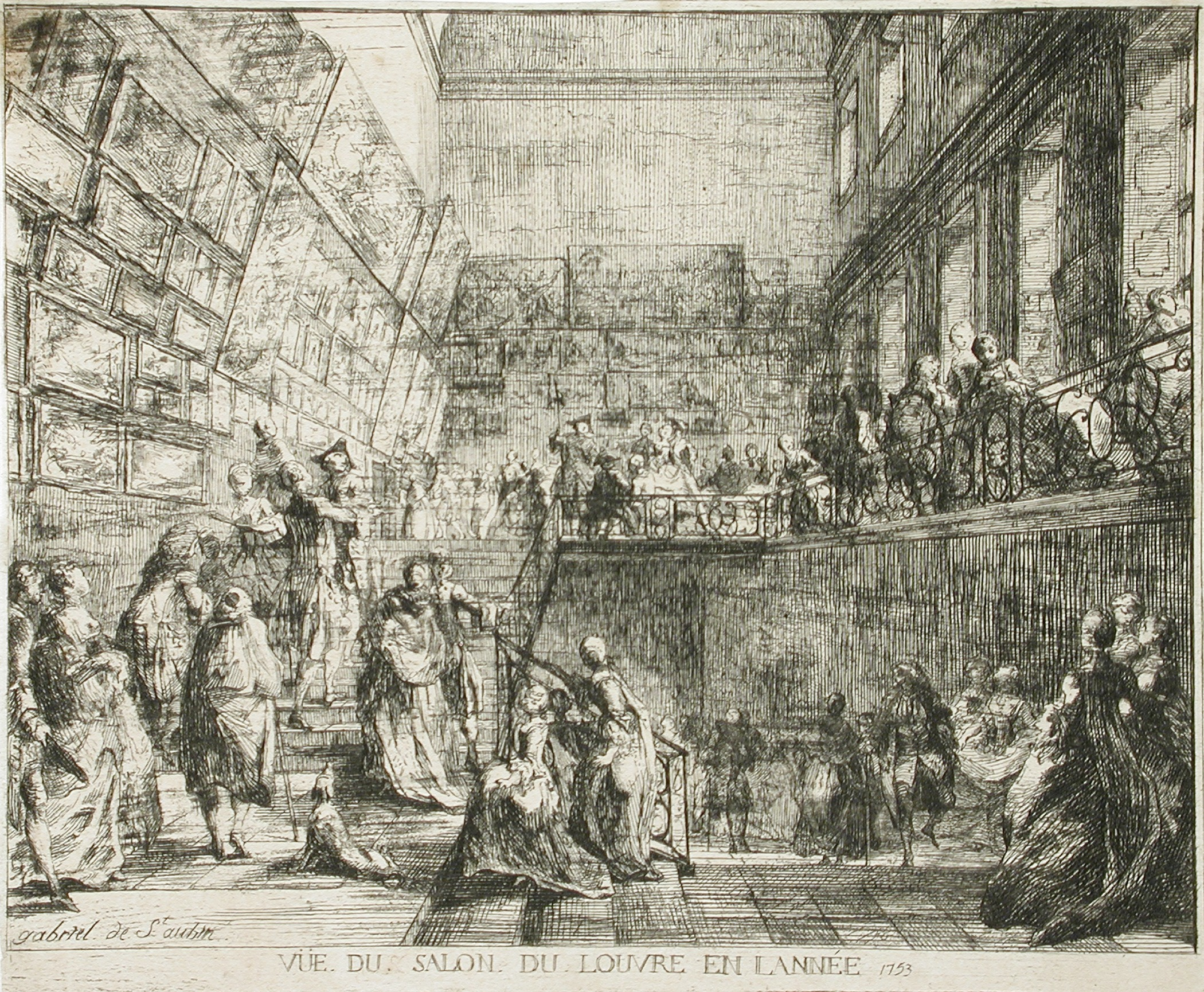
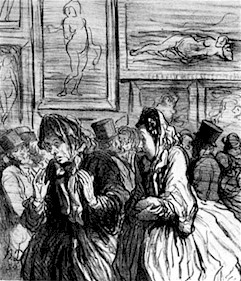